# Fekete hattyú (film)
A Fekete hattyú (eredeti címe: Black Swan) 2010-ben bemutatott amerikai pszicho-thriller Darren Aronofsky rendezésében, Natalie Portman, Vincent Cassel és Mila Kunis főszereplésével.
A film egy visszahúzódó, az anyja árnyékában élő tehetséges balerináról szól, aki megkapja Csajkovszkij Hattyúk tavának címszerepét. A balett-táncos Nina Sayers tökéletes az ártatlanságot, kecsességet megtestesítő fehér hattyú szerepére, de a művészeti vezetőnek kétségei támadnak, hogy a lány képes lesz-e a démoni érzékiséget és csalfaságot ábrázoló fekete hattyút is egy személyben megformálni. A lány belső vívódását mutatja be, ahogy felfedezi a saját magában hordozott kettősséget, amit a szerep hiteles megformálásához felszínre kell hoznia.
A filmet 2009-ben kezdték el forgatni a Fox Searchlight Pictures-nél. Natalie Portman és Mila Kunis a forgatások előtt több hónapot töltött a szerepre való fizikai és mentális felkészüléssel.
2010. szeptember 1-jén a 67. Velencei Nemzetközi Filmfesztivál keretében mutatták be a fesztivál nyitófilmjeként.
Az alkotás kiváló kritikákat kapott és számos neves díjra jelölték, köztük öt Oscar-ra és három Golden Globe-ra. Natalie Portman alakításáért az Oscar- és a Golden Globe-díj mellett a Brit Filmakadémia elismerését is átvehette.

## Cselekmény
Nina Sayers egy tehetséges, fiatal balerina, a neves New York City Ballet Company táncosa. Édesanyjával él együtt, aki maga is híres táncos szeretett volna lenni, de sosem jutott a pálya csúcsára. Erica uralkodik Nina felett, irányítja, az ellenőrzése alatt tartja lánya életét és gyermekként bánik vele.
A társulat a Hattyúk tavának előadására készül. A rendező – a Vincent Cassel által megformált – Thomas Leroy. A korábbi vezető táncosnőt, Beth MacIntyre-t – a filmben Winona Ryder – már túlkorosnak tartják, ezért kénytelen nyugdíjba vonulni. Az új hattyúhercegnőnek egy személyben kell képesnek lennie megformálni a törékeny és tiszta fehér és a gonosz, csábító ikertestvért, a fekete hattyút. A rendező több táncost is megnéz a próbákon. Úgy gondolja, Nina lenne tökéletes a szerepre. Habár technikája csodálatos, jelleme túl merev és nem elég szenvedélyes, hogy mindkét karaktert megformálhassa.
Nina felkeresi Thomast, hogy meggyőzze, mégis őt válassza ki a főszerepre, mikor azonban a rendező visszautasítja, a lány megköszöni, hogy fogadta és távozni készül. Thomast felháborítja, hogy Nina ennyire kevéssé küzd és egy csókkal megállítja, mire a lány beleharap az ajkába. Ekkor dönt úgy, hogy Ninában megvannak azok a tulajdonságok, amiket ő keres, csak elő kell csalni belőle, így végül mégis rá osztja a szerepet.
Thomas az új hattyúhercegnőt egy gálán mutatja be, ahol egyben Beth nyugdíjba vonulását is bejelenti. Az ittas Beth azzal vádolja meg Ninát, hogy lefeküdt a rendezővel a szerepért. A gála után Thomas felhívja a lányt a lakására és szexuális életéről kezdi kérdezgetni, mire a lány zavarba jön.
A másnapi próba alkalmával a társulat megtudja, hogy Beth az éjszaka egy autó elé vetette magát és kórházba került. Nina hibásnak érzi magát a történtekben, de Thomas elmondja neki, hogy Beth egy sötét drámai színésznő és biztos benne, hogy nem baleset volt.
Ninán számos pszichés tünet kezd el megjelenni. Erős téveszmék és vizuális hallucinációk gyötrik, paranoiás lesz. Meg van győződve róla, hogy a beugró táncos, a laza és szenvedélyes Lily el akarja venni tőle a szerepet. A próbák alatt Nina még mindig rettentő fagyos és merev fekete hattyúként. Thomas megpróbálja felkelteni benne a szexuális vágyat és megmutatni neki, hogy fekete hattyúként hogyan legyen ő a csábító fél.
Egy este Lily megjelenik Nina és édesanyja lakásának ajtajában és elhívja a lányt egy kis éjszakai lazításra. Lily droggal próbálja oldani Nina gátlásait. A lány felszabadul és szexuálisan is érdeklődővé válik, nemcsak a férfiak, hanem Lily irányába is. A mulatozás után Nina felviszi Lilyt a lakásába, ahol zsarnok anyjával is meg kell küzdenie, majd a két lány elbarikádozza magát a szobában és egy szenvedélyes éjszakát töltenek el együtt.
Másnap reggel Nina egyedül találja magát az ágyban és késésben is van. A próbára beérve Lilyt látja a hattyúhercegnő szerepét táncolni. Nina kérdőre vonja a lányt, amiért otthagyta és nem ébresztette fel. Lily nem érti Nina miről beszél. Ekkor derül ki, hogy Nina a szórakozóhelyen történteket leszámítva az est további részét csak hallucinálta.

Fekete hattyúként

A próbák végén újabb és újabb kényszerképzetek jönnek elő nála. Egymástól függetlenül látja mozogni tükörképeit, Lilyt és Thomast kapja rajta aktus közben a színfalak mögött. Este bemegy Beth-hez a kórházba. Elmondja neki, hogy ő is olyan tökéletes szeretne lenni, mint Beth, de most le akarják cserélni, ahogy vele is tették. Ekkor Beth elkezdi magát szurkálni egy körömreszelővel, ezt látva Nina elmenekül.
Hazatérve Nina saját magát látja a konyhában ülni, véres arccal, Beth kórházi ruhájában. Az anyja szobájában, annak festményei "kelnek életre". Gúnyosan beszélnek hozzá, erre a lány letépi őket a falról. Nina kiütéseket vesz észre a vállán, amiből kis fekete tüskék nőnek ki. Egyet kihúz közülük, ami fekete tollnak tűnik. Szemei vörössé változnak és lábai is hattyú lábához hasonlóan alakulnak. Eközben édesanyja próbál bemenni hozzá a szobába, de Nina nem engedi be, rácsukja az ajtót anyja kezére, majd elesik és beveri a fejét az ágykeretbe.
Nina az előadás előtti éjszakán riad fel. Anyja mellette ül a fotelben. A szobaajtót belülről bezárta. Elmondja a lánynak, hogy felhívta a társulatot és közölte velük, hogy a lánya nem érzi jól magát, ezért nem tud fellépni. Nina feltépi az ajtót és elrohan a színházba. Thomas a szerepet már Lily-re osztotta, ennek ellenére Ninának sikerül őt meggyőznie, hogy képes eltáncolni a darabot.

Nina sebesülten fekszik a finálé után

Az első felvonás remekül megy, míg egy újabb hallucináció miatt Nina megzavarodik és az őt a magasba tartó táncos elejti. A szünet alatt Nina az öltözőjébe visszatérve Lily-t látja a helyén ülni. Lily bejelenti, hogy ő fogja eljátszani a fekete hattyú szerepét, mert szerinte Nina nem képes rá. Mikor Lily megfordul, Nina saját magát látja a sötét jelmezben. Dulakodni kezd képmásával, majd nekivágja a tükörnek. Megragad egy törött tükörszilánkot és hasba szúrja vele a földön fekvő alakot. Ekkor eszmél rá, hogy a test Lilyé. Mikor tudatosul benne, hogy mit tett, a lányt elrejti a fürdőszobában, majd visszatér a színpadra. Fekete hattyúként szenvedélyesen, érzékien táncol. Karjai gyönyörű hattyúszárnyakká változnak át. A közönség hatalmas ovációval ünnepli. A színfalak mögött a társulat is gratulál a lenyűgöző teljesítmény miatt. Nina hirtelen, vad csábító erővel csókolja meg Thomast, annak nagy meglepetésére.
Nina visszavonul az öltözőjébe, hogy felkészüljön és ismét fehér hattyúként térjen vissza a fináléba. Ahogy belép, meglátja, hogy a fürdőszoba ajtaja alatt vér szivárog ki, ezért törülközővel eltorlaszolja az útját. Miközben készülődik, kopogtatnak az ajtón. Lily jön gratulálni. Nina ekkor rájön, hogy a dulakodást csak hallucinálta. A tükör azonban valóban törött. Ekkor vesz észre egy vérző sebet a saját testén. Erőt vesz magán és teljesen átszellemülten tér vissza a végső színrelépésre.
A fináléban a fehér hattyú leveti magát egy szikláról. Nina még az esés felfogására szolgáló szivacsokon fekszik, mikor a táncosok és Thomas gratulálnak neki. Lily ekkor veszi észre, hogy Nina hasát vérfolt borítja. Nyomban mentőt hívnak hozzá. Közben a rendező faggatja, hogy mi történt, mit tett. Nina csak annyit felel, hogy: "Érzem, hogy tökéletes. Tökéletes volt." A kép elfehéredik és már csak a közönség hangja hallatszik.

## Szereplők
| Szerep                       | Színész            | Magyar hang     |
| ---------------------------- | ------------------ | --------------- |
| Nina Sayers/A hattyúhercegnő | Natalie Portman    | Zsigmond Tamara |
| Lily/Fekete hattyú           | Mila Kunis         | Ruttkay Laura   |
| Thomas Leroy, a rendező      | Vincent Cassel     | Fekete Ernő     |
| Erica Sayers, Nina anyja     | Barbara Hershey    | Bánsági Ildikó  |
| Beth MacIntyre               | Winona Ryder       | Pikali Gerda    |
| David                        | Benjamin Millepied | ?               |
| Veronica                     | Ksenia Solo        | Kovács Patrícia |
| Galina                       | Kristina Anapau    | ?               |
| Madeline                     | Janet Montgomery   | ?               |
| Andrew                       | Sebastian Stan     | ?               |
| Tom                          | Toby Hemingway     | ?               |
| Sergio                       | Sergio Torrado     | ?               |

## Előkészületek
Darren Aronofsky először 2000-ben tárgyalt Natalie Portmannel a filmről. Natalie ekkor jó barátnőjét Mila Kunist ajánlotta a szerepre.
Thomas Leroy karakterét George Balanchine-ről, a New York City Ballet társalapítójáról mintázta, aki szerint egy igazi művész a szexualitáson keresztül közelít a táncosaihoz.
Natalie és Mila hat hónappal a forgatások megkezdése előtt kemény edzésekkel készültek a szerepre, hogy testük, izomtónusuk a lehető legjobban hasonlítson a hivatásos táncosokéhoz. Öt balett óra, különféle tréningek és úszás volt Natalie napi edzésprogramjában. Mila pilátesz- és kardio-edzéseken vett részt. Emellett komolyan kellett diétázniuk. Napi 1200 kalóriás étrenden éltek. Natalie közel 10 kilogrammot fogyott. A koreográfia betanulása is hónapokat vett igénybe. A színésznőket az American Ballet Theatre táncosnője, Georgina Parkinson edzette. A társulat több táncosa is részt vett a forgatásokon. Natalie testdublőre Kimberly Prosa volt. A hosszú vágások kivételével valóban Portman látható a felvételeken.
Benjamin Millepied, a New York Ballet fő táncosa a filmben debütált színészként és koreográfusként.
Natalie Portman táncdublőre Sarah Lane balett-táncosnő volt, az Amerikai Táncszínház tagja. A balerinának a filmben a legnehezebb elemeket kellett eltáncolnia, Portman fejét később digitálisan vitték rá a képre. Lane a The Wall Street Journalnek úgy nyilatkozott, hogy gyakorlatilag az összes totálban bemutatott táncjelenetet vele forgatták le, hogy azokat Natalie Portman közeli képeivel kombinálják. A balerina elmondása szerint a láb- és testközeli felvételek jó része is róla készült, s a színésznő arcát csak később tették rá a testére. A balerina nevét a stáblistán csak mint a tánckar tagját tüntették fel.

## Fogadtatás
A Fekete hattyút a kezdetektől széles körű elismerés fogadta. Natalie teljesítményét különösen rendkívülinek tartották a kritikusok. A filmet számos neves díjra jelölték.
A hivatásos balett-táncosok egy része úgy érezte, hogy a társulat tagjainak életét és munkáját ábrázoló jelenetek túl sok negatív elemet tartalmaznak. Néhány, a The Guardian által megkérdezett táncművész megjegyezte, hogy bizonyos mozgások szakmailag pontatlanok és a film a táncosok világáról sztereotíp képet vetít a nézők elé.

## Fontosabb díjak és jelölések
- Oscar-díj (2011)

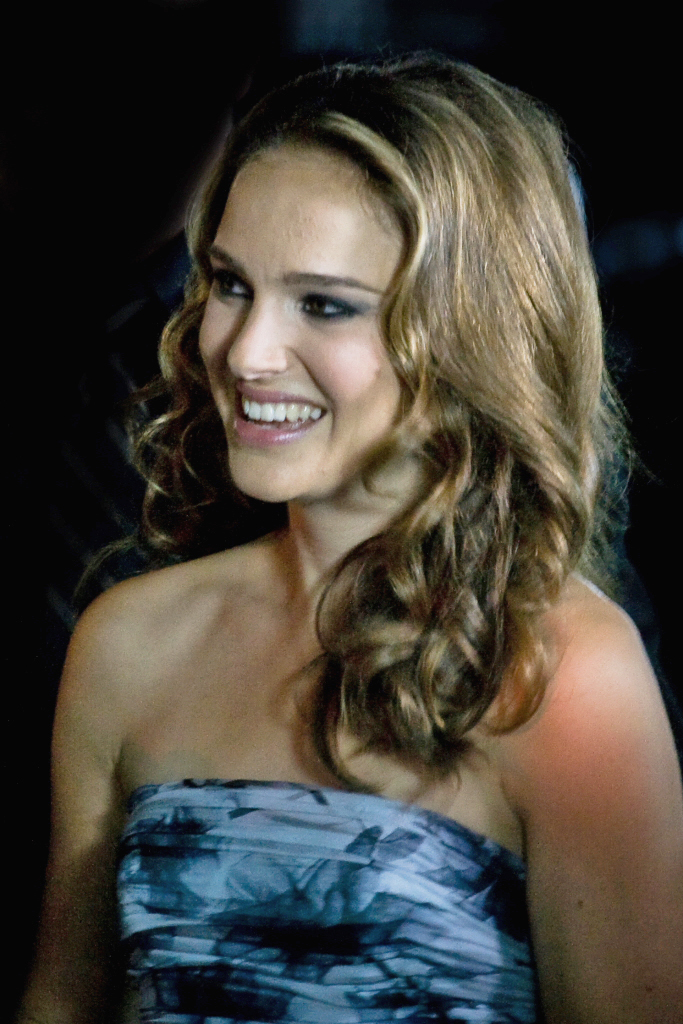
Natalie Portman a Torontói Nemzetközi Filmfesztiválon 2010-ben

  - díj: legjobb női alakítás (Natalie Portman)
  - jelölés: legjobb film (Brian Oliver, Mike Medavoy, Scott Franklin)
  - jelölés: legjobb rendező (Darren Aronofsky)
  - jelölés: legjobb operatőr (Matthew Libatique)
  - jelölés: legjobb vágás (Andrew Weisblum)
- Golden Globe-díj (2011)
  - díj: legjobb női főszereplő – drámai kategória (Natalie Portman)
  - jelölés: legjobb rendező (Darren Aronofsky)
  - jelölés: legjobb női mellékszereplő (Mila Kunis)
  - jelölés: legjobb film – drámai kategória
- Velencei Filmfesztivál (2010)
  - díj: Marcello Mastroianni-díj (Mila Kunis)
  - jelölés: Arany Oroszlán (Darren Aronofsky)
- BAFTA-díj (2011)
  - díj: legjobb női alakítás (Natalie Portman)
  - jelölés: legjobb film
  - jelölés: legjobb rendező (Darren Aronofsky)
  - jelölés: legjobb operatőr (Matthew Libatique)
  - jelölés: legjobb női mellékszereplő (Barbara Hershey)
  - jelölés: legjobb eredeti forgatókönyv (Mark Heyman, John J. McLaughlin, Andres Heinz)
  - jelölés: legjobb jelmeztervezés (Amy Westcott)
  - jelölés: legjobb látványtervezés
  - jelölés: legjobb vizuális effektusok
  - jelölés: legjobb hang
  - jelölés: legjobb vágás (Andrew Weisblum)
  - jelölés: legjobb smink és maszk